# La Ville fantôme (Mélusine)
Pour les articles homonymes, voir La Ville fantôme.
La Ville fantôme est le 24e tome de la série de bande dessinée Mélusine. Il est paru le 3 juin 2016.

## Source
- « La ville fantôme », sur bdcomics.izneo.com (consulté le 5 avril 2017)